# 푸저우시
푸저우(한국어: 복주, 중국어: 福州, 병음: Fúzhōu, 민동어: Hók-ciŭ)는 중화인민공화국 푸젠성의 성도이다. 면적 12,153 평방킬로미터, 인구 약 743만명이다. 오랜 역사를 가진 곳으로 1986년 국가역사문화명성으로 지정되었다.
도시의 상징물은 11세기경 북송의 장백옥이 시내 곳곳에 심은 것으로 알려진 용나무이며, 이로 인해 룽청(한국어: 용성, 중국어: 榕城, 병음: Róngchéng)으로도 불린다.

## 역사
정확한 설립 연대는 알려지 않지 않다.
푸젠성 북쪽의 월나라가 기원전 306년에 초나라에 정복되었을 때, 월나라의 왕족이 이곳 푸젠 성으로 피난을 와서 민월(閩越)족이 되었다.
푸저우의 성곽은 한고조 유방에 의해 기원전 202년에 최초로 세워지게 된다. 유방은 무저(無諸)를 민월족의 왕으로 삼고, 이곳을 수도 삼았다. 그 후로 이름은 여러 번 바뀌었지만, 전화나 자연재해의 피해는 비교적 심하지 않았다.
민월족은 기원전 110년에 한나라에 병합되었고, 푸저우는 야현(冶縣)이 되었다. 진나라 때 282년에는 서호, 동호 등 수많은 수로가 이 도시에 생겨났다. 308년 진나라가 멸망하고, 이곳에 많은 이주자가 생겨났다. 725년 당나라 때부터 푸저우라고 불리게 되었다.
892년 이후 당나라가 멸망할 때 또 한 차례의 대규모 인구 유입이 되게 되는데, 907년 오대십국 중 민국이 이곳을 수도로 건국이 된다. 이것을 흐르는 민강도 그 때의 이름을 따서 지어졌다. 978년 송 태종 때는 모든 성곽을 허물라는 명령을 받았지만, 나중에 새로운 성곽을 쌓았다. 가장 마지막에 축조한 것은 1371년에 만들어진 것이다. 남송 때는 이곳이 가장 번성하게 되었는데, 많은 학자들이 이곳에 와서 살게 되었다. 그 중 대표적인 인물이 주자학을 주창한 주희이다. 그 후 마르코 폴로도 이곳을 다녀갔다. 1405년과 1433년 정화가 이끄는 명나라 함대가 푸저우를 출발하여 인도양까지 여러 차례 모험을 다녀왔다. 1930년대에는 일본제국의 영향력이 푸저우를 포함한 푸젠성 전역으로 확대되었다.

## 지리 및 기후
푸저우는 푸젠성의 북동부 해안에 위치해있고 타이완섬 북부와 마주보고 있다. 북쪽은 닝더, 난핑과 연결되고 남쪽은 취안저우, 푸톈과 연결되며 서쪽은 싼밍과 연결된다. 기후는 아열대 습윤 기후를 띈다.
| 푸저우시의 기후                                             | 푸저우시의 기후 | 푸저우시의 기후 | 푸저우시의 기후 | 푸저우시의 기후 | 푸저우시의 기후 | 푸저우시의 기후 | 푸저우시의 기후 | 푸저우시의 기후 | 푸저우시의 기후 | 푸저우시의 기후 | 푸저우시의 기후 | 푸저우시의 기후 | 푸저우시의 기후 |
| 월                                                          | 1월             | 2월             | 3월             | 4월             | 5월             | 6월             | 7월             | 8월             | 9월             | 10월            | 11월            | 12월            | 연간            |
| ----------------------------------------------------------- | --------------- | --------------- | --------------- | --------------- | --------------- | --------------- | --------------- | --------------- | --------------- | --------------- | --------------- | --------------- | --------------- |
| 역대 최고 기온 °C (°F)                                      | 23.6 (74.5)     | 28.5 (83.3)     | 30.3 (86.5)     | 36.2 (97.2)     | 37.5 (99.5)     | 39.1 (102.4)    | 41.7 (107.1)    | 40.6 (105.1)    | 39.3 (102.7)    | 36.7 (98.1)     | 33.4 (92.1)     | 26.5 (79.7)     | 41.7 (107.1)    |
| 일평균 최고 기온 °C (°F)                                    | 15.5 (59.9)     | 16.6 (61.9)     | 19.3 (66.7)     | 24.1 (75.4)     | 27.8 (82.0)     | 31.2 (88.2)     | 34.6 (94.3)     | 33.8 (92.8)     | 31.1 (88.0)     | 26.9 (80.4)     | 22.6 (72.7)     | 17.8 (64.0)     | 25.1 (77.2)     |
| 일일 평균 기온 °C (°F)                                      | 11.4 (52.5)     | 12.0 (53.6)     | 14.4 (57.9)     | 19.0 (66.2)     | 23.1 (73.6)     | 26.6 (79.9)     | 29.4 (84.9)     | 28.9 (84.0)     | 26.7 (80.1)     | 22.7 (72.9)     | 18.6 (65.5)     | 13.7 (56.7)     | 20.5 (69.0)     |
| 일평균 최저 기온 °C (°F)                                    | 8.8 (47.8)      | 9.3 (48.7)      | 11.3 (52.3)     | 15.7 (60.3)     | 20.0 (68.0)     | 23.7 (74.7)     | 26.0 (78.8)     | 25.7 (78.3)     | 23.8 (74.8)     | 19.7 (67.5)     | 15.8 (60.4)     | 10.9 (51.6)     | 17.6 (63.6)     |
| 역대 최저 기온 °C (°F)                                      | −1.9 (28.6)     | −0.8 (30.6)     | 0.3 (32.5)      | 6.2 (43.2)      | 10.9 (51.6)     | 18.9 (66.0)     | 20.7 (69.3)     | 20.3 (68.5)     | 18.3 (64.9)     | 12.2 (54.0)     | 4.6 (40.3)      | −1.7 (28.9)     | −1.9 (28.6)     |
| 평균 강수량 mm (인치)                                       | 56.3 (2.22)     | 78.6 (3.09)     | 129.9 (5.11)    | 139.8 (5.50)    | 189.3 (7.45)    | 228.7 (9.00)    | 150.1 (5.91)    | 193.4 (7.61)    | 133.0 (5.24)    | 48.7 (1.92)     | 51.0 (2.01)     | 43.3 (1.70)     | 1,442.1 (56.76) |
| 평균 강수일수 (≥ 0.1 mm)                                    | 10.0            | 13.1            | 16.3            | 15.3            | 16.9            | 15.9            | 10.3            | 13.4            | 10.4            | 6.2             | 7.7             | 8.8             | 144.3           |
| 평균 강설일수                                               | 0               | 0.2             | 0.1             | 0               | 0               | 0               | 0               | 0               | 0               | 0               | 0               | 0.1             | 0.4             |
| 평균 상대 습도 (%)                                          | 73              | 75              | 76              | 75              | 77              | 80              | 73              | 75              | 72              | 67              | 70              | 70              | 74              |
| 평균 월간 일조시간                                          | 91.4            | 82.3            | 96.7            | 112.8           | 119.5           | 132             | 215.6           | 182.4           | 145.1           | 142.2           | 105.3           | 101.8           | 1,527.1         |
| 가능 일조율                                                 | 27              | 26              | 26              | 29              | 29              | 32              | 51              | 45              | 40              | 40              | 33              | 31              | 34              |
| 출처: 중국기상국 (평년값: 1991년~2020년, 극값: 1951년~현재) |                 |                 |                 |                 |                 |                 |                 |                 |                 |                 |                 |                 |                 |

## 경제
푸저우시의 산업은 시 북서쪽의 산악지대의 구톈 수력발전소에서 생산되는 전력을 공급받는다. 도시는 화학 산업과 식품 가공, 목재, 토목, 제지, 인쇄, 방직 산업이 중심을 이루고 있다. 소규모의 철강 공장이 1958년에 세워졌다. 1984년에 푸저우는 외국인 투자 유치를 위한 신개방정책에 따라 중국의 개방 도시 중 하나로 지정되었다. 수공업은 농촌 지역에서 상당히 남아있고 도시에서는 칠기와 목공예품이 유명하다.
2014년 1인당 GDP는 69571위안(11326달러)이고 중국의 659개 도시 중 21위를 차지했다. 2014년 푸저우의 GDP는 13% 성장한 2284억 위안이었다.
푸저우는 민강의 해항이자 산업 중심지이고 의심할 바없는 성의 정치, 경제, 문화의 중심이다.
제조업은 화학, 견직, 면직, 식품 가공업을 포함한다. 수출품 가운데는 정교한 칠기와 수공예 부채와 우산이 있다. 도시의 무역은 주로 해안의 항구를 통해 이루어진다. 목재, 식품, 종이가 민강 하류 약 50km 떨어진 관터우 항으로 이동한다.
2008년 수출은 136억 달러에 달했고 10.4% 성장했으며, 수입 총량은 68억 달러였다. 같은 기간 총 소매업 판매량은 1134억 위안이었다.
같은 기간에 푸저우는 155개의 외국인 투자 계획을 승인했다. 외국인 투자 계약의 총량은 14억 8900만 달러이고 이용된 외국인 투자는 43% 증가한 10억 200만 달러였다.

## 행정구역
| 푸저우시의 지도                                                                                                  | 이름     | 한자   | 면적(km2) | 인구(명) |
| --- | -------- | ------ | --------- | -------- |
| 1 2 창산구 마웨이구 진안구 창러구 민허우현 롄장현 뤄위안현 민칭현 융타이현 핑탄현 푸칭시 1. 구러우구 2. 타이장구 | 시할구   | 시할구 | 시할구    | 시할구   |
| 1 2 창산구 마웨이구 진안구 창러구 민허우현 롄장현 뤄위안현 민칭현 융타이현 핑탄현 푸칭시 1. 구러우구 2. 타이장구 | 구러우구 | 鼓樓區 | 35.7      | 74만     |
| 1 2 창산구 마웨이구 진안구 창러구 민허우현 롄장현 뤄위안현 민칭현 융타이현 핑탄현 푸칭시 1. 구러우구 2. 타이장구 | 타이장구 | 台江區 | 18.8      | 48.6만   |
| 1 2 창산구 마웨이구 진안구 창러구 민허우현 롄장현 뤄위안현 민칭현 융타이현 핑탄현 푸칭시 1. 구러우구 2. 타이장구 | 창산구   | 倉山區 | 142       | 83.6만   |
| 1 2 창산구 마웨이구 진안구 창러구 민허우현 롄장현 뤄위안현 민칭현 융타이현 핑탄현 푸칭시 1. 구러우구 2. 타이장구 | 마웨이구 | 馬尾區 | 275.581   | 26.2만   |
| 1 2 창산구 마웨이구 진안구 창러구 민허우현 롄장현 뤄위안현 민칭현 융타이현 핑탄현 푸칭시 1. 구러우구 2. 타이장구 | 진안구   | 晉安區 | 551.69    | 87.7만   |
| 1 2 창산구 마웨이구 진안구 창러구 민허우현 롄장현 뤄위안현 민칭현 융타이현 핑탄현 푸칭시 1. 구러우구 2. 타이장구 | 창러구   | 長樂區 | 658       | 73.9만   |
| 1 2 창산구 마웨이구 진안구 창러구 민허우현 롄장현 뤄위안현 민칭현 융타이현 핑탄현 푸칭시 1. 구러우구 2. 타이장구 | 현급시   |        |           |          |
| 1 2 창산구 마웨이구 진안구 창러구 민허우현 롄장현 뤄위안현 민칭현 융타이현 핑탄현 푸칭시 1. 구러우구 2. 타이장구 | 푸칭시   | 福淸市 | 1519      | 131.6만  |
| 1 2 창산구 마웨이구 진안구 창러구 민허우현 롄장현 뤄위안현 민칭현 융타이현 핑탄현 푸칭시 1. 구러우구 2. 타이장구 | 현       |        |           |          |
| 1 2 창산구 마웨이구 진안구 창러구 민허우현 롄장현 뤄위안현 민칭현 융타이현 핑탄현 푸칭시 1. 구러우구 2. 타이장구 | 민허우현 | 閩侯縣 | 2136      | 61만     |
| 1 2 창산구 마웨이구 진안구 창러구 민허우현 롄장현 뤄위안현 민칭현 융타이현 핑탄현 푸칭시 1. 구러우구 2. 타이장구 | 롄장현   | 連江縣 | 1168      | 59.3만   |
| 1 2 창산구 마웨이구 진안구 창러구 민허우현 롄장현 뤄위안현 민칭현 융타이현 핑탄현 푸칭시 1. 구러우구 2. 타이장구 | 뤄위안현 | 羅源縣 | 1187.18   | 21.2만   |
| 1 2 창산구 마웨이구 진안구 창러구 민허우현 롄장현 뤄위안현 민칭현 융타이현 핑탄현 푸칭시 1. 구러우구 2. 타이장구 | 민칭현   | 閩淸縣 | 1466      | 24만     |
| 1 2 창산구 마웨이구 진안구 창러구 민허우현 롄장현 뤄위안현 민칭현 융타이현 핑탄현 푸칭시 1. 구러우구 2. 타이장구 | 융타이현 | 永泰縣 | 2229.86   | 25.4만   |
| 1 2 창산구 마웨이구 진안구 창러구 민허우현 롄장현 뤄위안현 민칭현 융타이현 핑탄현 푸칭시 1. 구러우구 2. 타이장구 | 핑탄현   | 平潭縣 | 392.92    | 46만     |

## 인구
| 연도                                                                    | 인구      | ±%     |
| ----------------------------------------------------------------------- | --------- | ------ |
| 2000                                                                    | 6,386,013 | —      |
| 2010                                                                    | 7,115,370 | +11.4% |
| 2020                                                                    | 8,291,268 | +16.5% |
| Population size may be affected by changes on administrative divisions. |           |        |

## 교통
푸저우 관할의 창러구에 푸저우 창러 국제공항이 있으며, 푸저우 시내에서 비행장 고속도로를 경유하여 45 km를 1시간에 이내에 갈 수 있다. 2007년 9월 10일에 선전항공이 인천과 선쩐의 경유지로 연결하고 있다. 2010년 4월 6일에 선전항공은 푸저우 - 나리타 왕복 직항 항공편을 주 3회 취항하였다.
시내에는 푸저우 역이 있고, 와이푸 선이 장시성을 통해 항저우, 상하이, 베이징 방면으로 통하고 있으며, 성내의 난핑시, 싼밍시를 거쳐 산간을 빙빙 돌아, 취안저우시, 샤먼시도 갈 수 있고, 이 경우에 해안을 직선으로 연결하고 있는 도로를 이용하는 사람이 대부분이다. 샤먼 방면의 푸샤 먼과 절강성 원저우시 방면의 원푸 선 건설이 계획되어 있고, 항저우 ~ 닝보 ~ 푸저우 사이가 2009년 9월 29일 개통했다. 푸저우 ~ 취안저우 ~ 샤먼 방면도 건설이 계속되고 있다.
2016년 5월 18일에는 푸저우 지하철이 개업했다.

## 교육
- 푸저우 대학 (福州大学)
- 푸젠 사범 대학 (福建師範大學)
- 푸젠 농림 대학 (福建農林大學)
- 푸젠 의과 대학 (福建醫科大學)
- 푸젠 중의약 대학 (福建中醫藥大學)
- 푸젠 공정 학원 (福建工程學院)
- 민장 학원 (閩江學院)

## 자매 도시
- 일본 나가사키시
- 일본 나하시
- 대한민국 청양군
- 미국 터코마
- 브라질 캄피나스
- 오스트레일리아 숄헤븐
- 가이아나 조지타운
- 폴란드 코샬린
- 케냐 몸바사
- 아르헨티나 리오가예고스
- 러시아 옴스크
- 인도네시아 스마랑
- 오스트레일리아 호바트
- 필리핀 마닐라
- 벨기에 리에주
- 모리타니 누아디부
- 캄보디아 시엠레아프

## 같이 보기
- 푸젠성